# Distrito de Marcona
El distrito de Marcona es uno de los cinco que conforman la provincia de Nasca, ubicada en el departamento de Ica en el Sur del Perú. Limita por el Norte con los distritos de Nasca, Changuillo y Vista Alegre (provincia de Nasca); por el Sur con la provincia de Caravelí (Arequipa); por el Este con la provincia de Lucanas (Ayacucho) y por el Oeste con el océano Pacífico.

## Historia
Fue creado el 02 de mayo de 1955 mediante ley 12314 emitido por el congreso de la república del Perú, en el gobierno del Presidente Manuel Prado Ugarteche. Es el distrito de mayor extensión geográfica de la provincia. Su capital es el puerto de San Juan de Marcona.

## Geografía
Desde 1953, y sobre una meseta de 800 m s. n. m. se explota el yacimiento de hierro de Marcona, ubicado a unos 25 km al este de la ciudad de San Juan de Marcona. La explotación del mineral se realiza en el sistema de tajo abierto y se produce a gran escala, siendo exportado principalmente al Asia. La meseta donde se explota dicho hierro alberga los restos de un pequeño campo volcánico.

### Playas
Las principales playas del distrito de norte a sur son:
- Playa Hermosa
- La Herradura
- Acapulco
- Los Pingüinos
- Los Leones
- El Elefante.
- Barranquito
- La Lobera
- El Hambre
- Carro Caído
- Punta Colorada
- Carrizales

El punto o zona limítrofe entre los departamentos de Ica y Arequipa, está establecido en la Ensenada “Tres Hermanas”, localizada al Norte de la Playa “Tres Hermanas”; tal como obra en las Cartas Geográficas de la época Republicana donde existe ya la Delimitación Territorial entre Ica y Arequipa (ejemplo el libro histórico geográfico peruano de 1916), siendo así establecidas en las primeras Cartas Geográficas del Instituto Geográfico Nacional que tiene una vigencia promedio de hace 84 años, a la fecha está así establecida en la Base Cartográfica oficial del Perú elaborada por el IGN (Hoja SD 18-14, San juan, 1/250 000) y Amparada por las Normas de Ley que crea el Distrito de Lomas (Ley del 22 de octubre de 1935) y Marcona (Ley N.º 12314).
Legalmente, la presente delimitación territorial entre Ica y Arequipa, establecida en la ensenada (Zona) “Tres Hermanas”, se encuentra reconocida por la norma de Ley N.º 12314 la que crea el distrito de Marcona, es decir, YA SE ENCUENTRA SANEADO (ya se encuentra identificada por ley la zona que marca el límite territorial entre Ica y Arequipa) Y SU CUMPLIMIENTO SE HACE PREVALECER EN EL MARCO DE LA CONSTITUCIÓN POLÍTICA Y ES DEBER DE TODOS LOS PERUANOS.

## Ecología
En cuanto a ecología, Marcona tiene dos zonas marinas protegidas como son la Reserva de Punta San Juan y la Reserva nacional San Fernando; la primera se caracteriza por tener una importante colonia de pingüinos de Humboldt, lobos marinos finos y chuscos y diversas aves guaneras. San Fernando tiene un espectacular paisaje costero, donde hay numerosos lobos marinos, aves guaneras, ballenas, delfines y mariscos. En su ensenada sobresale la presencia del cóndor y el guanaco andino que bajan al llano en busca de alimentos y pastos de las lomas cercanas.

## Economía

### Shougang Hierro Perú SAA
Empresa minera que explota, procesa y comercializa el mineral del hierro, desde sus yacimientos de tajo abierto de 150 km² de donde obtienen concentrados de alta ley que es transportado a la chancadora en camiones y luego por una faja transportadora de 15 km con una capacidad de 2000 toneladas por hora hasta el puerto de San Nicolás donde es embarcado para su exportación, principalmente hacia Asia.

### Marcobre SAC
Se trata de la explotación de la "Mina Justa" con una inversión del orden de US$ 740 millones y una producción de 112 mil toneladas métricas finas anuales de cobre.

### Parque Eólico Tres Hermanas SAC
El proyecto contara con 45 aerogeneradores. Por ahora están instalados solo 33 (8 de 2.3 MW+25 de 3.4 MW), desarrollado por una filial del grupo Cobra de España El contrato se firmó el 30 de septiembre de 2011 e inicio operaciones el 31 de diciembre de 2015 generando 415 760 MWh anualmente.

### Parque Eólico Marcona
Ya esta en construcción un segundo parque eólico en Marcona de 32 MW. mediante 11 generadores (8 de 3.15 MW y 3 de 2.3 MW).

### Complejo petroquímico San Juan de Marcona
En un futuro el distrito de Marcona contará con una moderna petroquímica, que convertirá a Marcona y la región Ica en un polo de desarrollo económico del sur. La empresa que desarrollará la industria petroquímica y derivados en Marcona es la estadounidense CF Industries.

### Megapuerto de Marcona

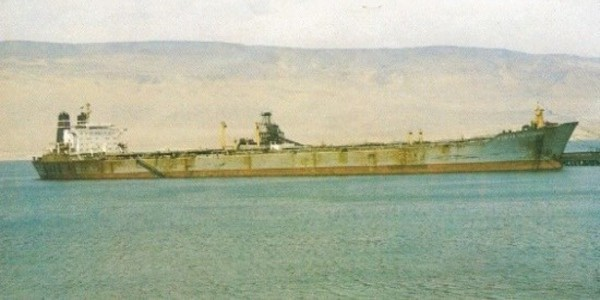
Bahía y puerto de San Nicolás: futuro Megapuerto del Pacífico Sudamericano

En el 2005, el congreso de la república del Perú publicó la ley 28521, que declara de necesidad y utilidad pública la construcción del Megapuerto de Marcona en la bahía de San Juan, distrito de Marcona, provincia de Nasca, región Ica. La obra tendrá características especiales, la profundidad de la bahía (una de las más profundas del mundo) permite el ingreso de barcos de hasta 240 mil toneladas y será utilizado como puerto de servicios multiusos que concentrarían cargas de diferentes destinos y procedencias. 
El futuro megapuerto se interconectaría con la Carretera Interoceánica o ruta 026 y la carretera Panamericana sur enlazando por estas vías las regiones de Ica, Ayacucho, Huancavelica, Apurímac, Cusco, Madre de Dios y todo el sur peruano con sus similares de Brasil y Bolivia.
La ciudad de San Juan de Marcona se convertiría en centro de operaciones logísticas e industriales del sur del Perú, y sería puente del comercio internacional entre los países de Brasil y el Mercosur con los países de la cuenca del Pacífico en Asia APEC, convirtiéndolo en uno de los puertos más importantes de América del Sur.

## Transporte
El distrito tiene dos puertos, San Juan y San Nicolás. El primero se ubica en la bahía de San Juan y es un muelle industrial sin uso. El segundo se halla establecido en la bahía de San Nicolás y es utilizado para el embarque del hierro hacia la siderúrgica de Chimbote y el mercado internacional.
El aeropuerto de Marcona es utilizado periódicamente por aeronaves privadas y por el Estado peruano.

### Interoceánica Brasil-Perú
El tramo 1 que une San Juan de Marcona con Urcos en Cusco y luego puerto Inambari.

## Turismo
- Reserva nacional San Fernando: Con una extensión de 154 716.36 ha abarca parte de los distritos Santiago; Changuillo y Marcona. Se puede observan el cóndor andino, zorros, camélidos, pelicanos, pingüinos, piqueros y lobos marinos.
- Complejo megalítico: Son figuras pétreas en curiosas formas de animales como: elefante; tortuga; oso; pato; etc.
- Bahía San Juan: Es una de las áreas más ricas del litoral peruano.[7] Entre las aves marinas presentes en la bahía podemos citar al pelícano peruano (Pelecanus thagus), el pingüino de Humboldt (Spheniscus humboldti), la chuita (Phalacrocorax gaimardi), el piquero peruano (Sula variegata) y el cormorán guanay (Phalacrocorax bougainvillii), especies que se encuentran categorizadas por la legislación peruana como en peligro de extinción.[8]

## Autoridades

### Municipales
- 2023 - 2026
  - Alcalde: Dr. Joel Roberto Rosales Pacheco
  - Regidores: 
    - Erika Magnolia Velarde Gutiérrez
    - Santos Huamani Ccance
    - Mercedes Carolyna Ponte Collahua
    - William Jesús Fernández Flores
    - Elizabeth Auria Ballon Cupe

https://munimarcona.gob.pe/consejo-municipal/
- 2019 - 2022
  - Alcalde: Elmo Pacheco Jurado
  - Regidores: Luis Arnaldo Diaz Melgar (L),Linder Ernesto López Tapia (L),César Luis De La Torre Flores (L),Rosario Piedad Cortéz López (L),Hilmardt Pareja Riveros (G).
- 2015 - 2018
  - Alcalde: Ivan Torres Obando
- 2011 - 2014[9]
  - Alcalde: Ivan Torres Obando , del Partido Alianza Para El Cambio (A).
  - Regidores: Luis Arnaldo Díaz Melgar (UPP), Aline Lili Bedoya De La Torre (UPP), Andrés Domingo Rosado Caro (UPP), Javier Eleodoro Huamacto León (Partido Regional de Integración),Johanna Aldoradin Muñoz.

### Religiosas
- Párroco: P. Marco Navarro Mendizábal, (Parroquia San Juan Bautista).[10]

## Festividades
- San Juan Bautista.
- San Pedro.